# SoFi Stadium
Il SoFi Stadium  è uno stadio situato ad Inglewood in California, che ospita le partite interne dei Los Angeles Rams e dei Los Angeles Chargers della NFL. Nel novembre 2017 lo stadio è stato scelto per ospitare la finale del campionato collegiale di football NCAA che si è tenuto nel 2023. Il 24 maggio 2016 lo stadio è stato designato come sede del Super Bowl LVI che si è tenuto nel 2022. Il 1º Aprile del 2023 Lo stadio ha ospitato Lo Show di wrestling più importante dell'anno, WrestleMania 39. Durante le Olimpiadi estive del 2028 lo stadio ospiterà le gare di nuoto. Si trova nelle vicinanze del Forum.
Il SoFi Stadium è il quarto stadio e il secondo ad essere attualmente in uso, dalla fusione tra AFL e NFL del 1970, ad essere condiviso da due squadre NFL (il MetLife Stadium, a East Rutherford, che ospita i New York Giants e i New York Jets, come il suo predecessore, il Giants Stadium; le due squadre di New York usarono insieme anche lo Shea Stadium, nel 1975). È la quarta struttura nell'area di Los Angeles ad ospitare più squadre della stessa lega in quanto lo Staples Center ospita entrambe le squadre della National Basketball Association (NBA) della città, i Los Angeles Clippers e i Los Angeles Lakers dal 1999 ad oggi, il Dignity Health Sports Park ha ospitato per un certo periodo sia il LA Galaxy che l'ormai defunto Chivas USA della Major League Soccer dal 2005 al 2014 e il Dodger Stadium ha ospitato i Los Angeles Dodgers e Los Angeles Angels dal 1962 al 1965.
La struttura è una componente dello Hollywood Park, un quartiere pianificato in via di sviluppo sul sito dell'ex ippodromo. Lo Hollywood Park Casino ha riaperto in un nuovo edificio nella proprietà nell'ottobre 2016, diventando il primo stabilimento ad aprire.

## Design

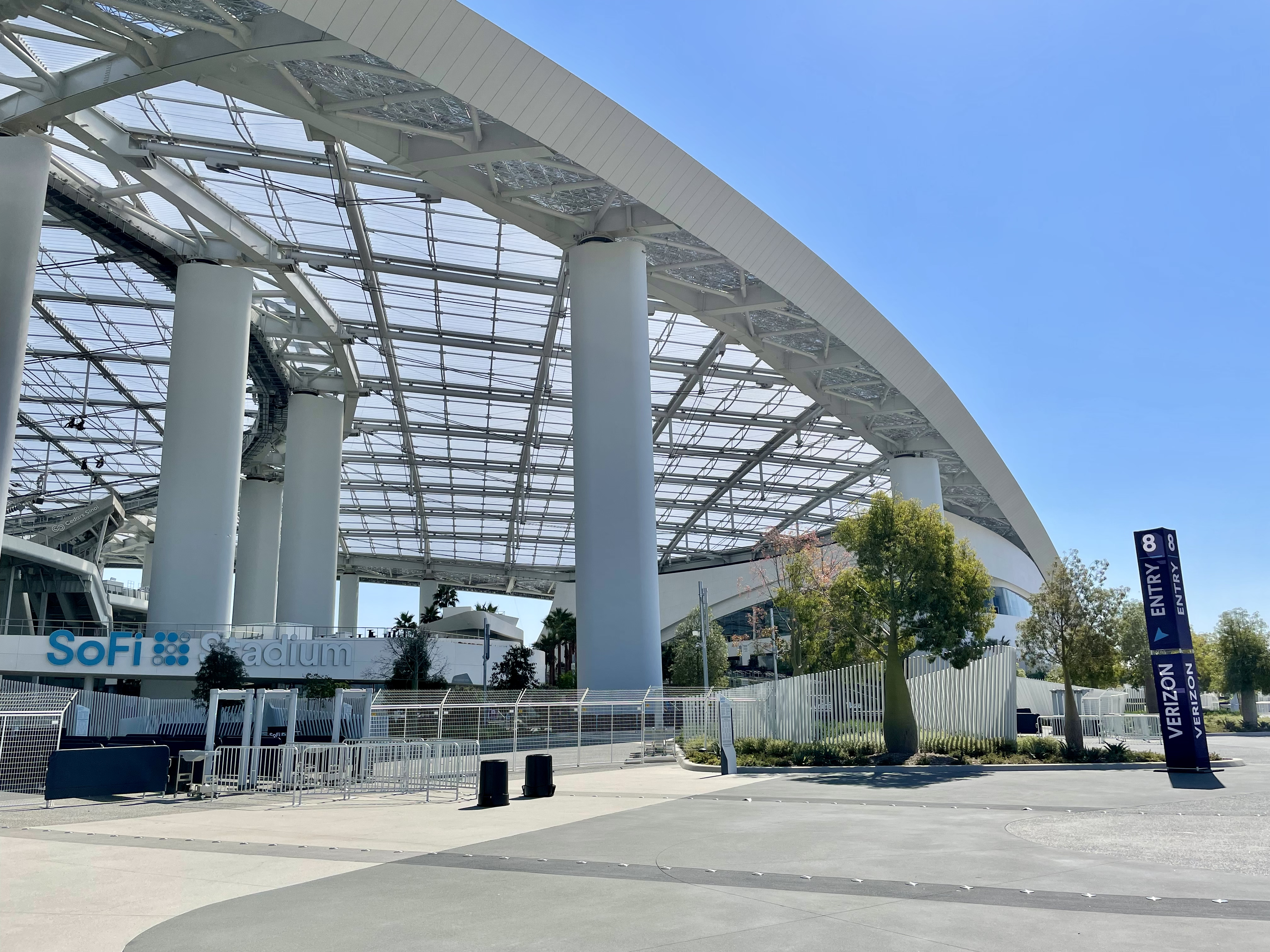
Ingresso sud-ovest nell'American Airlines Plaza tra lo stadio e lo YouTube Theatre

Lo stadio SoFi è stato progettato da HKS ed è costituito dallo stadio stesso, da una piazza pedonale e da un luogo per spettacoli. La copertura dello stadio è un tetto fisso in ETFE traslucido che copre lo stadio vero e proprio, la piazza pedonale adiacente e la sede dello spettacolo annessa. Il tetto può anche proiettare immagini che possono essere viste dagli aeroplani che volano a sopra l'Aeroporto Internazionale di Los Angeles ed è supportato indipendentemente dallo stadio da una serie di colonne. La ciotola dello stadio ha i lati aperti e può ospitare 70.240 spettatori per la maggior parte degli eventi, con la possibilità di espandere di 30.000 posti aggiuntivi per eventi più grandi. La sede del teatro e della musica annessa ha una capacità di 6.000 posti a sedere. Lo stadio e il centro di spettacolo sono considerati strutture separate sotto lo stesso tetto.
Un altro componente del design dello stadio è quello che inizialmente era stato definito l’“Oculus”: una serie di pannelli video a doppia faccia 4K HDR disposti a ovale, i primi del loro genere, sospesi dal tetto sopra il campo. La struttura, ora rinominata “Infinity Screen by Samsung”, pesa circa 1000 tonnellate e visualizza 80 milioni di pixel. L‘Infinity Screen ospita anche il sistema audio da 260 altoparlanti dello stadio e 56 antenne wireless 5G.

## Storia
Originariamente il costo totale stimato era di 2,6 miliardi di dollari, successivamente salito a 4,9 miliardi di dollari. Il 17 novembre 2017 si è tenuta la cerimonia di inizio lavori alla presenza del proprietario dei Los Angeles Rams Stan Kroenke e del Commissario della NFL Roger Goodell.

## Denominazione
Nel maggio 2019 la società di finanza personale SoFi Technologies, Inc. (la società madre di Social Finance, Inc) raccolse 500 milioni di dollari in un unico finanziamento guidato dalla Qatar Investment Authority. Il 15 settembre 2019 fu annunciato che SoFi aveva acquisito i diritti sul nome del nuovo stadio con un accordo ventennale del valore di oltre $30 milioni all'anno, un record per qualsiasi diritto sul nome di un impianto sportivo. La compagnia divenne un partner ufficiale sia dei Rams che dei Chargers, nonché partner del luogo dello spettacolo e del distretto dei divertimenti circostante.
Lo spazio aperto precedentemente noto come Champions Plaza tra il campo di gioco e la sala per spettacoli all'interno dello stadio è stato ufficialmente chiamato American Airlines Plaza. La compagnia aerea è stata nominata primo partner fondatore il 6 agosto 2019.
La sala per spettacoli è stata ufficialmente chiamata YouTube Theatre il 28 giugno 2021.

## Finanziamento

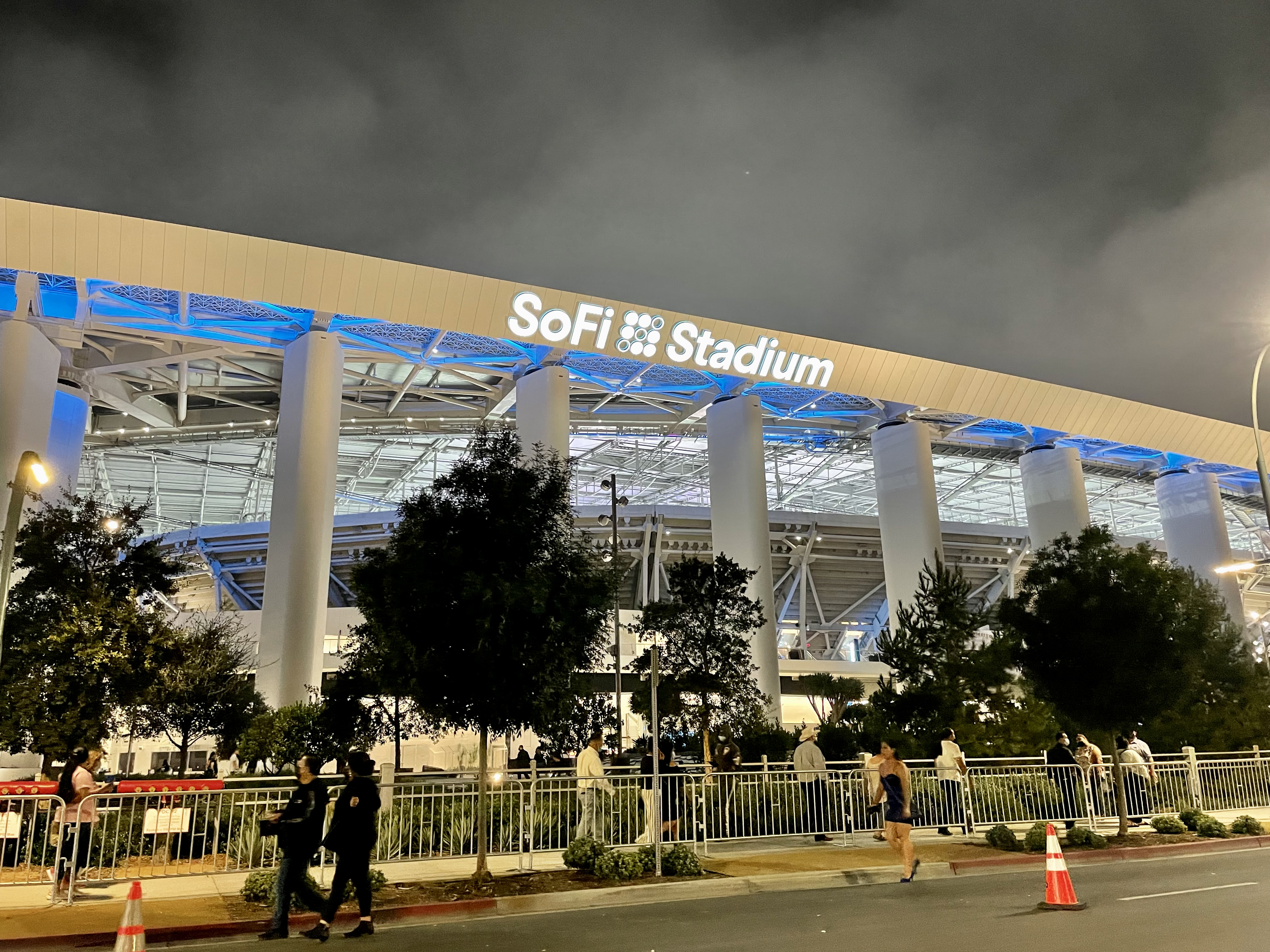
Entrata est dello stadio

All'inizio dei lavori, il costo dello stadio era stimato in 2,66 miliardi di dollari. Ma documenti interni della lega, resi noti dalla NFL nel marzo 2018, indicavano la necessità di aumentare il tetto del prestito per lo stadio e la struttura a un totale di 4,963 miliardi di dollari, rendendolo l'impianto sportivo più costoso mai costruito. I proprietari dei team votarono l'approvazione del nuovo tetto del prestito in una riunione lo stesso mese. Nel maggio 2020 altri 500 milioni di prestiti sono stati approvati dalla NFL e dai proprietari.

## Squadre
I St. Louis Rams sono stati i primi a impegnarsi a trasferirsi allo stadio, poiché l'approvazione della NFL per il loro trasferimento a Los Angeles è stata ottenuta il 12 gennaio 2016. Per ottenere l'assenso da parte della NFL al progetto dello stadio e al trasferimento dei Rams, Kroenke concesse di dare ai San Diego Chargers la prima opzione per trasferirsi a Los Angeles e condividere lo stadio con i Rams, condizionato a un contratto di locazione negoziato tra le due squadre. L'opzione sarebbe scaduta il 15 gennaio 2017, momento in cui gli Oakland Raiders avrebbero acquisito la stessa opzione.
Il 29 gennaio 2016 i Rams e i Chargers raggiunsero un accordo di principio per condividere lo stadio. Entrambe le squadre avrebbero finanziato lo stadio con un prestito di 200 milioni di dollari, erogato allo scopo dalla NFL, e con i proventi degli abbonamenti annuali; inoltre avrebbero pagato la cifra simbolica di un dollaro all'anno di affitto all'ente di controllo della struttura, la StadCo LA. Lo stesso giorno, il presidente e CEO di Chargers Dean Spanos annunciò che la squadra sarebbe rimasta a San Diego per la stagione NFL 2016, continuando a lavorare con il governo locale su un nuovo stadio.
Il 12 gennaio 2017 i Chargers hanno esercitato la loro opzione e hanno annunciato l'intenzione di trasferirsi a Los Angeles per la stagione 2017, divenendo il secondo inquilino dello stadio e tornando nella città dove giocarono la loro stagione inaugurale nel 1960.
Il trasferimento dei Rams e dei Chargers nello stadio ha segnato il ritorno dei principali sport professionistici a Inglewood per la prima volta da quando i Los Angeles Lakers e i Los Angeles Kings lasciarono il Forum per lo Staples Center nel centro di Los Angeles nel maggio 1999.
La squadra della Major League Rugby, LA Giltinis, ha giocato la prima partita di rugby allo stadio il 15 maggio 2021.

## Grandi eventi

### NFL

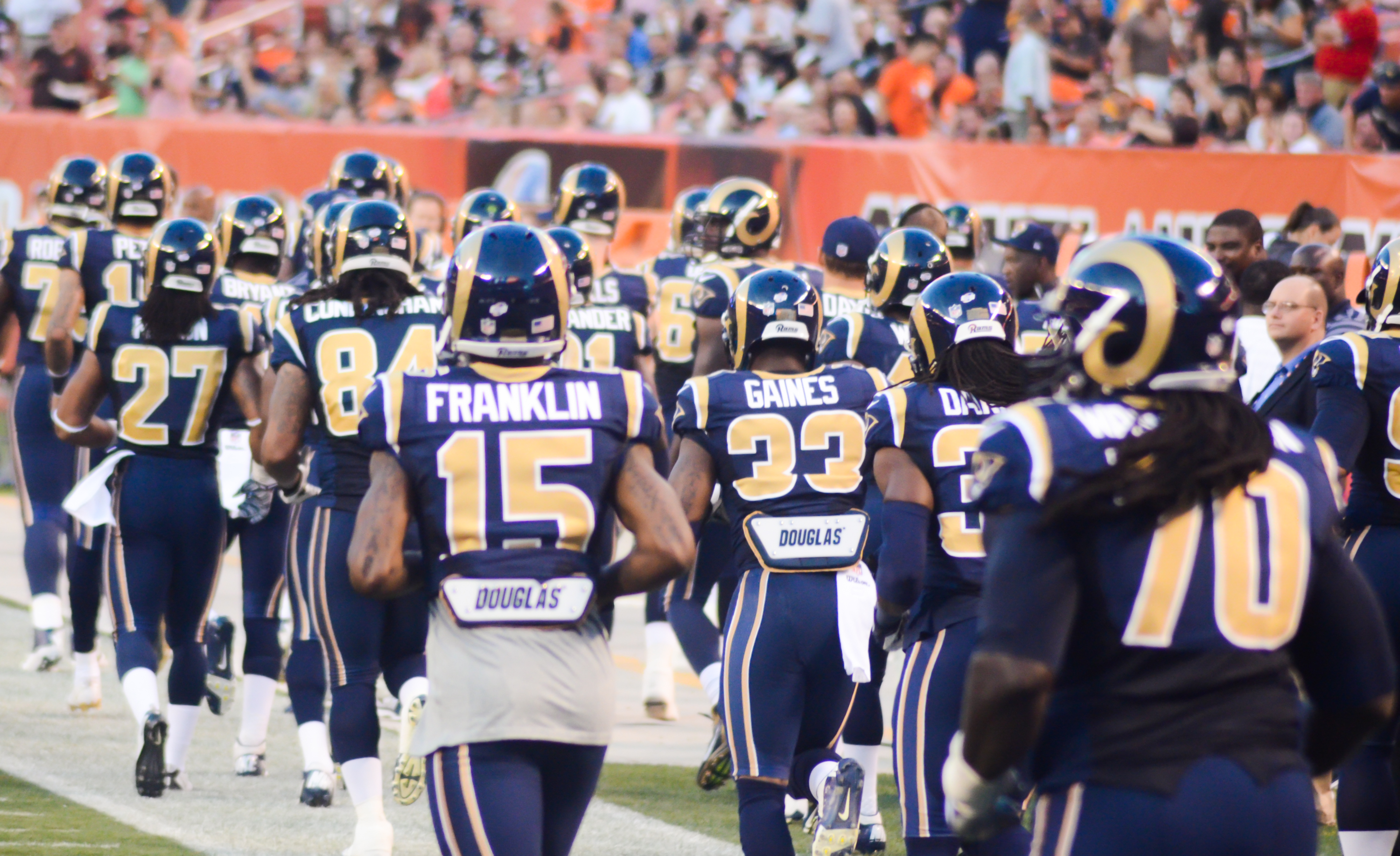
I St. Louis Rams sono stati i primi a impegnarsi a trasferirsi allo stadio.

#### Super Bowl LVI
Lo stadio SoFi ha ospitato il Super Bowl LVI nel febbraio 2022, segnando il primo Super Bowl ad essere giocato nell'area di Los Angeles dal Super Bowl XXVII nel 1993. Lo stadio è stato originariamente premiato con il Super Bowl LV (2021) in una riunione dei proprietari della NFL a maggio 2016; nel maggio 2017, a causa dell'apertura dello stadio ritardata al 2020, la NFL ha scelto di assegnare nuovamente il Super Bowl LV al Raymond James Stadium di Tampa (che era la città rimanente in un pool di quattro utilizzate per determinare i padroni di casa del Super Bowl LIII tramite LV), e assegnare invece il LVI a Los Angeles. A causa delle possibilità di problemi che devono essere affrontati in una stagione inaugurale, la NFL non consente agli stadi di ospitare il Super Bowl durante la loro prima stagione di attività.

#### Super Bowl LXI
Il 14 dicembre 2023 la NFL annunciò che lo stadio sarebbe stato sede del Super Bowl a febbraio 2027.

### College football

#### College Football Playoff National Championship
Il 1º novembre 2017 venne annunciato che lo stadio avrebbe ospitato il Campionato Nazionale di Playoff del College Football 2023. I vincitori giocarono il 9 gennaio 2023.

### Calcio

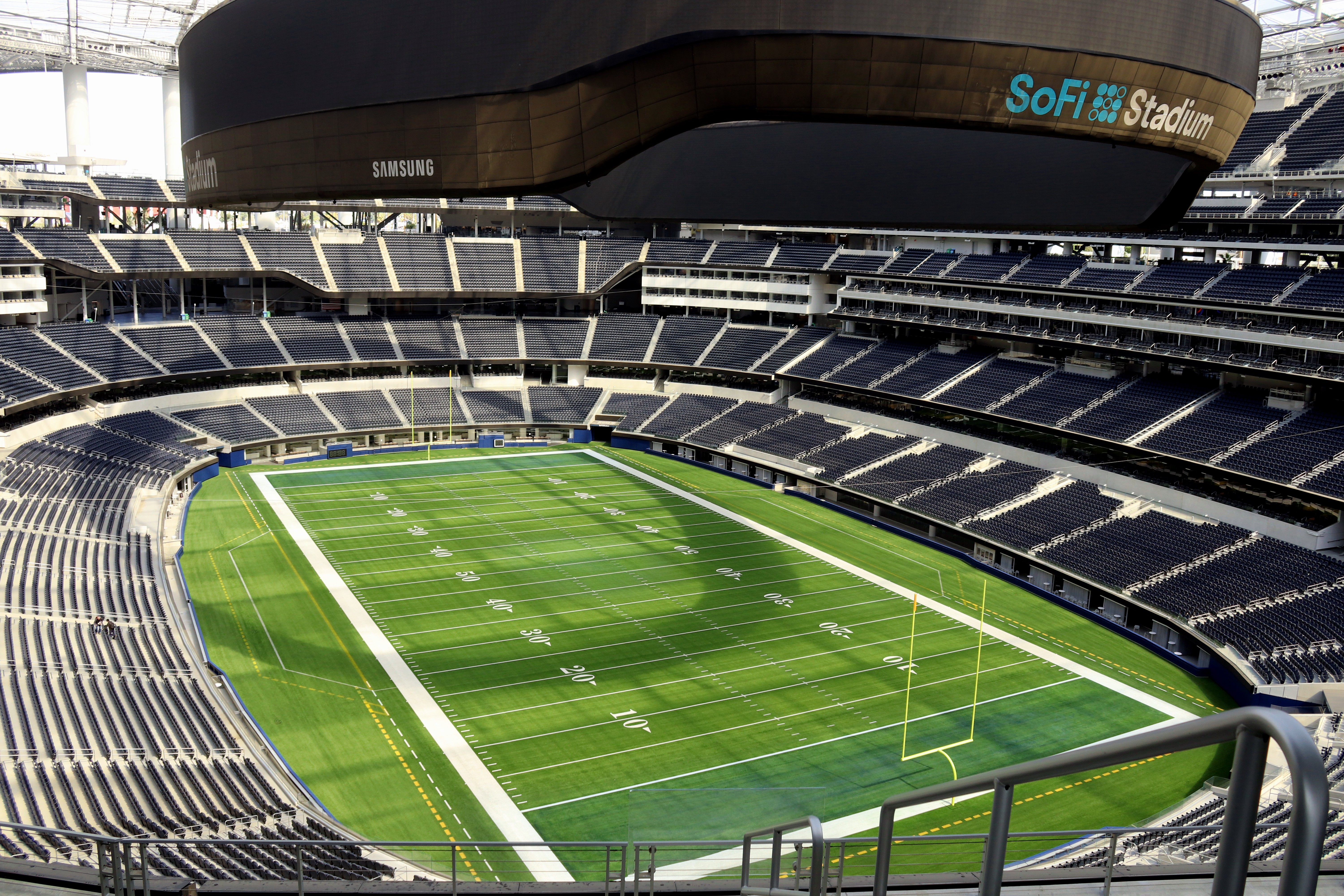
Interno del SoFi stadium nel Marzo 2021

#### FIFA World Cup 2026
Un'offerta locale per Los Angeles nella Coppa del Mondo FIFA 2026 è stata organizzata da aziende private guidate da AEG con l'assistenza della Los Angeles Sports and Entertainment District Commission (SoFi Stadium), LAFC, LA Galaxy e Rose Bowl Stadium. Il consiglio comunale di Los Angeles ha approvato l'offerta dopo che le aziende private hanno mostrato sostegno e si sono offerte di pagare i costi di hosting. Lo stadio SoFi non era stato inizialmente selezionato come sede per la manifestazione Canada-Messico-Stati Uniti poiché il comitato organizzatore aveva lasciato gli stadi non ancora completati temporaneamente fuori dalle sue valutazioni finali. La candidatura è successivamente stata accolta dalla FIFA il 13 giugno 2018 entrando così a far parte delle undici sedi statunitensi prescelte. Lo stadio ospiterà varie partite durante il torneo ed è una delle due sedi californiane, l'altra è il Levi's Stadium nella zona della Baia di San Francisco.

### Olimpiadi estive 2028
Il SoFi Stadium ospiterà tutte le cerimonie di apertura e chiusura durante le Olimpiadi estive e le Paralimpiadi del 2028 (con gli organizzatori che hanno proposto un formato diviso per le Olimpiadi che incorporerebbe anche il Los Angeles Memorial Coliseum). Lo stadio ospiterà anche partite di tiro con l'arco e di calcio.

### WrestleMania
Nel febbraio 2020, la promozione del wrestling professionale WWE ha annunciato che il SoFi Stadium avrebbe ospitato WrestleMania 37 il 28 marzo 2021. Il Los Angeles Times aveva precedentemente riferito nell'aprile 2019 che il SoFi Stadium era un "front-runner" per ospitare una futura edizione dell'evento. Sarà la quarta volta che WrestleMania, l'evento pay-per-view di punta della WWE, si è tenuto nell'area di Los Angeles, dopo averlo ospitato l'ultima volta nel 2005 allo Staples Center. Lo scrittore di wrestling Dave Meltzer ha riferito che la WWE aveva spinto affinché WrestleMania si tenesse al SoFi Stadium nel 2022, in modo che potesse promuovere l'evento con una partecipazione complessiva maggiore rispetto al Super Bowl LVI del mese precedente.
A causa della cancellazione relativa a COVID-19 di WrestleMania 36 a Tampa, in Florida, come evento di persona, la WWE ha annunciato il 16 gennaio 2021 che l'hosting di WrestleMania da parte di Inglewood sarebbe stato rinviato a WrestleMania 39 nel 2023, al fine di consentire al Raymond James Stadium di ospitare l'evento nel 2021.

## Hollywood Park

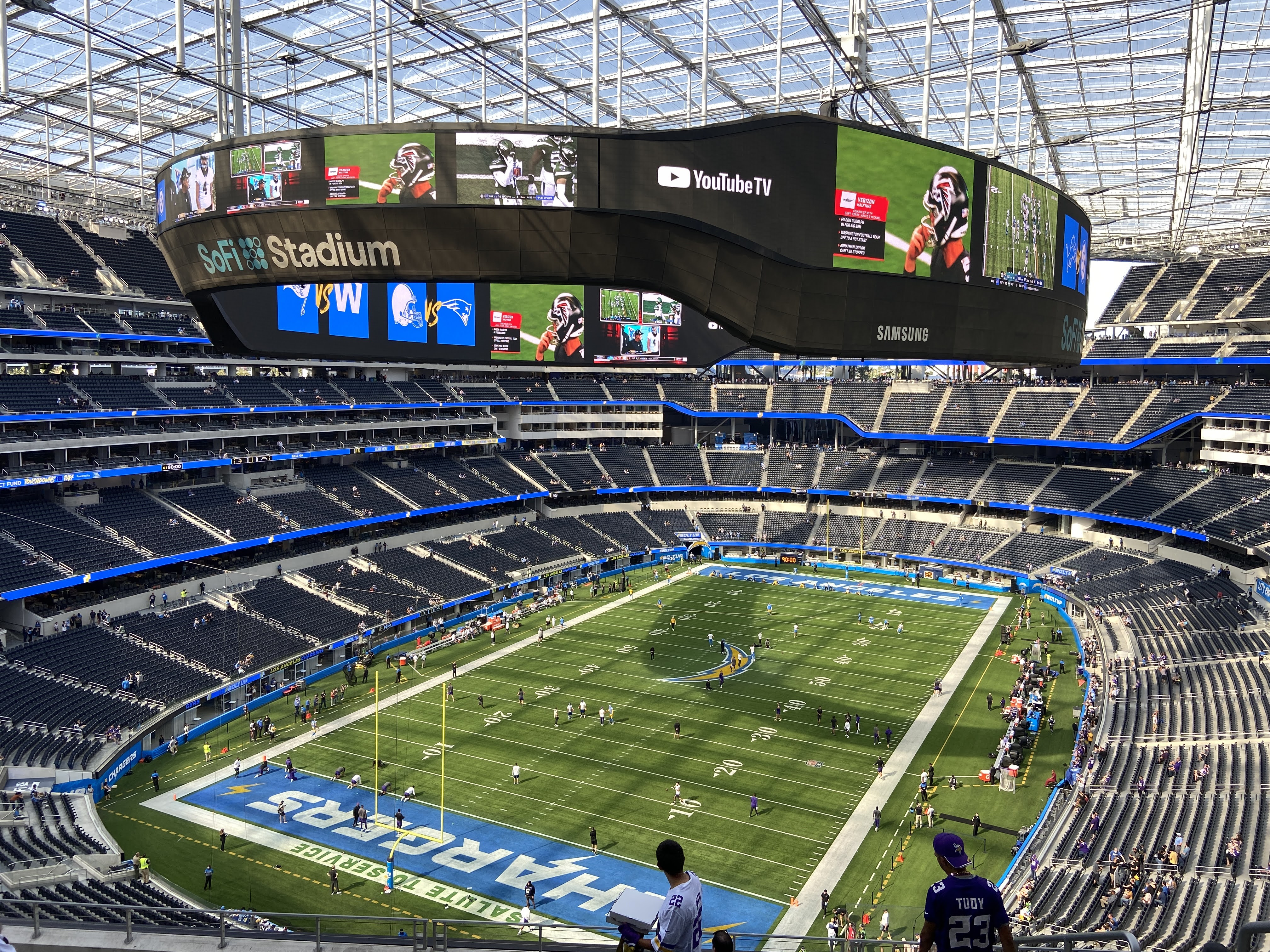
Uno sguardo all'interno del SoFi Stadium nel 2021

Lo stadio si trova a Hollywood Park, un'area di intrattenimento progettato come un'unica entità che prende il nome dall'ex ippodromo che si trovava sul sito. Hollywood Park è costituito da circa 800 000 m2 utilizzati per uffici e condomini, un cinema Cinepolis con 12 sale, sale da ballo, spazi all'esterno per eventi locali, negozi, un centro fitness, un hotel di lusso, un birrificio, ristoranti di alto livello e un centro commerciale all'aperto. Immediatamente adiacente allo stadio si trova il lago artificiale "Rivers Lake", con cascata e fontana. Il primo esercizio ad aprire a Hollywood Park è stato il nuovo Hollywood Park Casino, inaugurato il 21 ottobre 2016.

### NFL Los Angeles
Hollywood Park è la sede degli uffici della NFL Los Angeles, la filiale della NFL sulla costa ovest, precedentemente sita a Culver City. Un edificio di circa 19.000 m2 vicino allo stadio ospita le attività e gli uffici di centinaia di dipendenti della NFL Media che lavorano per NFL RedZone, NFL.com e l'app NFL. L'edificio è anche la sede della NFL Network e di molte altre divisioni che lavorano nei media e nelle operazioni commerciali della NFL. Il campus della NFL di Los Angeles è stato inaugurato l'8 settembre 2021.

### YouTube Theater
Connesso all'angolo sud-est della copertura dello stadio si trova lo YouTube Theater, che può ospitare 6.000 persone.
Il primo evento in programma è stato un concerto della rock band messicana Caifanes nel settembre 2021.

## Trasporti

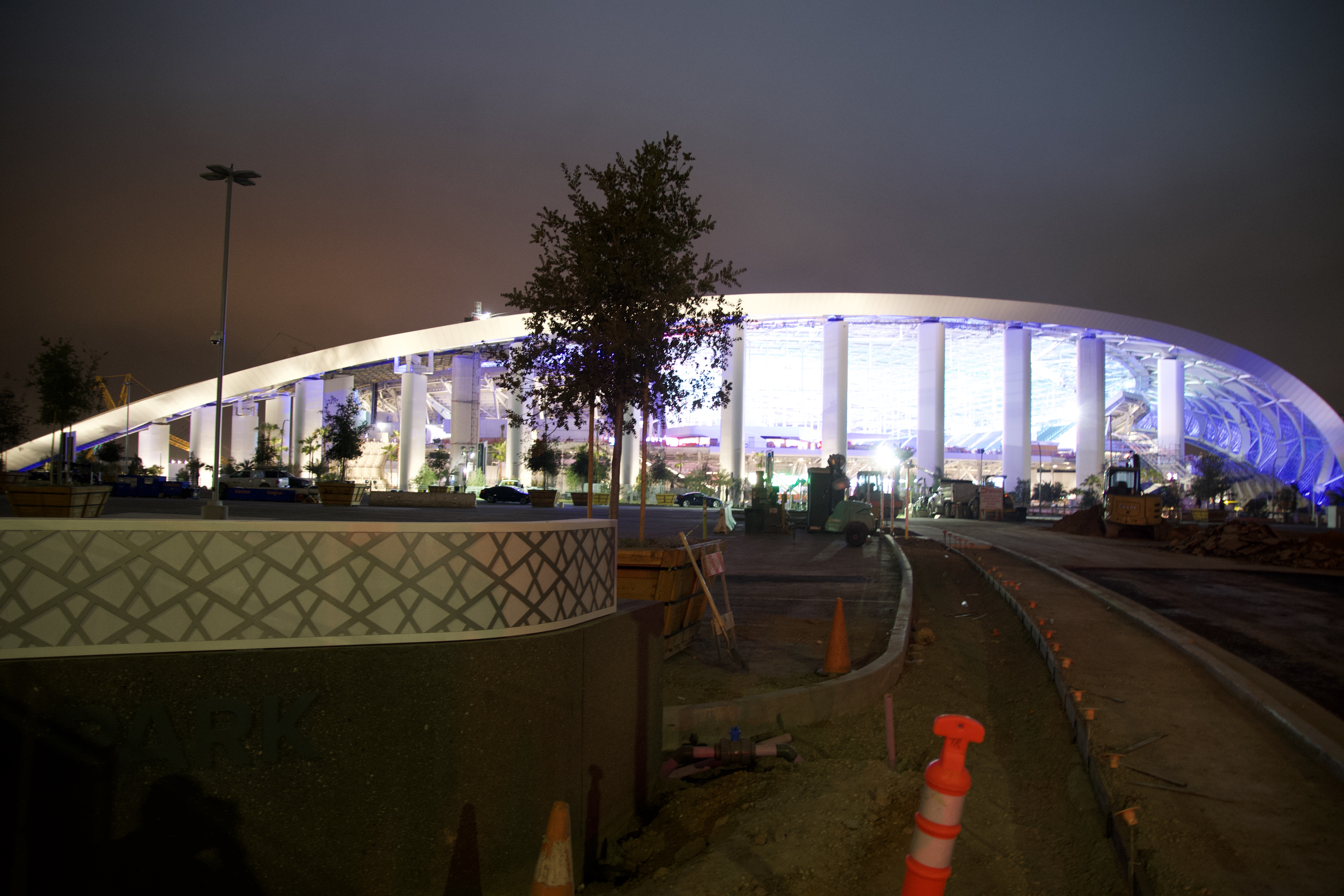
L'elemento di design all'apertura del lotto sarà apparentemente illuminato a led, in modo che tutti i colori corrispondano al mood dell'evento che si svolge all'interno dello stadio.

### Trasporto pubblico
Lo stadio è accessibile tramite Metro Rail tramite la linea Crenshaw/LAX alla stazione di Downtown Inglewood, che è stata aperta a metà del 2021. È anche accessibile tramite la linea C della metropolitana (precedentemente la linea verde), tramite trasferimenti di autobus locali dalle vicine stazioni di Crenshaw e Hawthorne.
Nel 2018, la città di Inglewood e la Los Angeles County Metropolitan Transportation Authority hanno avviato trattative per costruire una linea di people mover automatizzata di 1,6 miglia (2,6 km) che collegherà la stazione Downtown Inglewood Crenshaw/LAX con il SoFi Stadium, così come il Forum e la prevista arena di basket dei Los Angeles Clippers, appena a sud del sito dell'Hollywood Park. L'Inglewood Transit Connector sarà gestito dalla città, in collaborazione con Metro, e dovrebbe essere aperto nel 2026.

## Nella cultura popolare
- Il 9 settembre 2020, la costruzione dello stadio è stata oggetto di uno speciale di due ore chiamato NFL Super Stadiums su Science Channel.